# Конаржевские

Герб Конаржевский — фамильный

Конаржевские — польский дворянский род герба Побог.
С XVI века Матвей Конаржевский был сборщиком податей жмудского княжества в 1670, а его сын Григорий — полковником польских войск (1697).
- Даниил Альбертович Конаржевский (9.07.1831 — 22.12.1912), служил по гвардейской пехоте, участник Крымской войны и Русско-турецкой войны 1877—1878, начальник 14-й пехотной дивизии (1890—1898), генерал от инфантерии в отставке (1898).
  - сын Конаржевский, Даниил Даниилович (1871—1935) — капитан лейб-гвардии Измайловского полка, польский военачальник.
- брат Генрих (1833—1906) — начальник инженеров Санкт-Петербургского военного округа, член Военного совета, инженер-генерал.
- Станислав Адамович Конаржевский (1830 — 1908) – контр-адмирал, герой Синопского боя и обороны Севастополя.

Род Конаржевских был внесён в VI часть родословной книги Виленской и Минской губерний Российской империи.
Всего известны фамилии Конаржевских 11 гербов, в том числе собственного герба.